# Nanjie, Ganzhou
Nanjie (kinesiska: 南街) är ett stadsdelsdistrikt i nordvästra Kina. Det ligger i stadsdistriktet Ganzhou i staden Zhangye i provinsen Gansu, omkring 440 kilometer nordväst om provinshuvudstaden Lanzhou.